# Sabana de Uchire (paroisse civile)
Pour les articles homonymes, voir Sabana.
Sabana de Uchire est l'une des trois divisions territoriales et statistiques dont l'une des deux paroisses civiles de la municipalité de Manuel Ezequiel Bruzual dans l'État d'Anzoátegui au Venezuela. Sa capitale est Sabana de Uchire.

## Géographie

### Démographie
Hormis sa capitale Sabana de Uchire, la paroisse civile possède plusieurs localités, dont :
- Caracolito
- El Limón
- La Victoria
- Las Chaguaramas
- Sabana de Uchire
- Santa Bárbara